# Grand Prix de Lunel
Le Grand Prix de Lunel est une course cycliste sur route qui a eu lieu le 27 octobre 1990 et a été remportée par le Néerlandais Erik Breukink. L'épreuve consiste en un contre-la-montre individuel tracé autour de la ville de Lunel sur 50 kilomètres.
L'épreuve est également connue sous le nom de Contre-la-montre de Lunel ou Finale de la Coupe du monde car elle est l'ultime épreuve de la Coupe du monde de cyclisme sur route 1990.

## Classement
| #  | Coureur            | Pays     | Équipe              |    | Temps           |
| -- | ------------------ | -------- | ------------------- | -- | --------------- |
| 1  | Erik Breukink      | Pays-Bas | PDM-Ultima-Concorde | en | 1 h 02 min 48 s |
| 2  | Tony Rominger      | Suisse   | Château d'Ax        | +  | 34 s            |
| 3  | Federico Echave    | Espagne  | Clas-Cajastur       |    | 41 s            |
| 4  | Eric Van Lancker   | Belgique | Panasonic-Sportlife |    | 1 min 06 s      |
| 5  | Charly Mottet      | France   | R.M.O.-Mavic        |    | 1 min 20 s      |
| 6  | Steve Bauer        | Canada   | 7 Eleven-Hoonved    |    | 1 min 29 s      |
| 7  | Rolf Sørensen      | Danemark | Ariostea            |    | 1 min 43 s      |
| 8  | Gianni Bugno       | Italie   | Château d'Ax        |    | 1 min 46 s      |
| 9  | Marino Lejarreta   | Espagne  | ONCE                |    | 2 min 08 s      |
| 10 | Adrie van der Poel | Pays-Bas | Weinmann-SMM Uster  |    | 2 min 16 s      |